# Temporada da NBA de 2014–15
A NBA, National Basketball Association (em inglês) ou Associação de Basquete Nacional é o torneio de basquete americano. A temporada regular começou no dia 28 de Outubro de 2014 e terminou no dia 15 de Abril de 2015. O jogo NBA All-Star foi realizado no dia 15 de Fevereiro de 2015, e os Playoffs começaram no dia 18 de Abril de 2015.

## Mudanças de Técnico
| Pré-Temporada          | Pré-Temporada         | Pré-Temporada            |
| Time                   | 2013–14               | 2014–15                  |
| ---------------------- | --------------------- | ------------------------ |
| New York Knicks        | Mike Woodson          | Derek Fisher             |
| Minnesota Timberwolves | Rick Adelman          | Flip Saunders            |
| Milwaukee Bucks        | Larry Drew            | Jason Kidd               |
| Brooklyn Nets          | Jason Kidd            | Lionel Hollins           |
| Utah Jazz              | Tyrone Corbin         | Quin Snyder              |
| Los Angeles Lakers     | Mike D'Antoni         | Byron Scott              |
| Golden State Warriors  | Mark Jackson          | Steve Kerr               |
| Cleveland Cavaliers    | Mike Brown            | David Blatt              |
| Detroit Pistons        | John Loyer (interino) | Stan Van Gundy           |
| Na Temporada           |                       |                          |
| Team                   | Treinador saindo      | Treinador entrando       |
| Sacramento Kings       | Mike Malone           | Tyrone Corbin (interino) |

## Temporada Regular
Na Temporada Regular todos os times se enfrentam independente da sua divisão e os 8 melhores de cada conferência vão para os Playoffs.

### Classificações

#### Por divisão
| # | Divisão Atlântica  | Divisão Atlântica | Divisão Atlântica | Divisão Atlântica | Divisão Atlântica | Divisão Atlântica | Divisão Atlântica | Divisão Atlântica |
| # | Time               | V                 | D                 | PCT               | JA                | Casa              | Fora              | J                 |
| - | ------------------ | ----------------- | ----------------- | ----------------- | ----------------- | ----------------- | ----------------- | ----------------- |
| 1 | Toronto Raptors    | 49                | 33                | .598              | 0.0               | 27-14             | 22-19             | 82                |
| 2 | Boston Celtics     | 40                | 42                | .488              | 9.0               | 21-20             | 19-22             | 82                |
| 3 | Brooklyn Nets      | 38                | 44                | .463              | 11.0              | 19-22             | 19-22             | 82                |
| 4 | Philadelphia 76ers | 18                | 64                | .220              | 31.0              | 12-29             | 7-34              | 82                |
| 5 | New York Knicks    | 17                | 65                | .207              | 32.0              | 10-31             | 7-34              | 82                |

| # | Divisão Central     | Divisão Central | Divisão Central | Divisão Central | Divisão Central | Divisão Central | Divisão Central | Divisão Central |
| # | Time                | V               | D               | PCT             | JA              | Casa            | Fora            | J               |
| - | ------------------- | --------------- | --------------- | --------------- | --------------- | --------------- | --------------- | --------------- |
| 1 | Cleveland Cavaliers | 53              | 29              | .646            | 0.0             | 31-10           | 22-19           | 82              |
| 2 | Chicago Bulls       | 50              | 32              | .610            | 3.0             | 27-14           | 23-18           | 82              |
| 3 | Milwaukee Bucks     | 41              | 41              | .500            | 12.0            | 23-18           | 18-23           | 82              |
| 4 | Indiana Pacers      | 38              | 44              | .463            | 15.0            | 23-18           | 15-26           | 82              |
| 5 | Detroit Pistons     | 32              | 50              | .390            | 21.0            | 18-23           | 14-27           | 82              |

| # | Divisão Sudeste    | Divisão Sudeste | Divisão Sudeste | Divisão Sudeste | Divisão Sudeste | Divisão Sudeste | Divisão Sudeste | Divisão Sudeste |
| # | Time               | V               | D               | PCT             | JA              | Casa            | Fora            | J               |
| - | ------------------ | --------------- | --------------- | --------------- | --------------- | --------------- | --------------- | --------------- |
| 1 | Atlanta Hawks      | 60              | 22              | .732            | 0.0             | 35-6            | 25-16           | 82              |
| 2 | Washington Wizards | 46              | 36              | .561            | 14.0            | 29-12           | 17-24           | 82              |
| 3 | Miami Heat         | 37              | 45              | .451            | 23.0            | 20-21           | 17-24           | 82              |
| 4 | Charlotte Hornets  | 33              | 49              | .402            | 27.0            | 19-22           | 14-27           | 82              |
| 5 | Orlando Magic      | 25              | 57              | .305            | 35.0            | 13-28           | 12-29           | 82              |

| # | Divisão Noroeste       | Divisão Noroeste | Divisão Noroeste | Divisão Noroeste | Divisão Noroeste | Divisão Noroeste | Divisão Noroeste | Divisão Noroeste |
| # | Time                   | V                | D                | PCT              | JA               | Casa             | Fora             | J                |
| - | ---------------------- | ---------------- | ---------------- | ---------------- | ---------------- | ---------------- | ---------------- | ---------------- |
| 1 | Portland Trail Blazers | 51               | 31               | .622             | 0.0              | 32-9             | 19-22            | 82               |
| 2 | Oklahoma City Thunder  | 45               | 37               | .549             | 6.0              | 29-12            | 16-25            | 82               |
| 3 | Utah Jazz              | 38               | 44               | .463             | 13.0             | 21-20            | 17-24            | 82               |
| 4 | Denver Nuggets         | 30               | 52               | .366             | 21.0             | 19-22            | 11-30            | 82               |
| 5 | Minnesota Timberwolves | 16               | 66               | .195             | 35.0             | 9-32             | 7-34             | 82               |

| # | Divisão do Pacífico   | Divisão do Pacífico | Divisão do Pacífico | Divisão do Pacífico | Divisão do Pacífico | Divisão do Pacífico | Divisão do Pacífico | Divisão do Pacífico |
| # | Time                  | V                   | D                   | PCT                 | JA                  | Casa                | Fora                | J                   |
| - | --------------------- | ------------------- | ------------------- | ------------------- | ------------------- | ------------------- | ------------------- | ------------------- |
| 1 | Golden State Warriors | 67                  | 15                  | .817                | 0.0                 | 39-2                | 28-13               | 82                  |
| 2 | Los Angeles Clippers  | 56                  | 26                  | .683                | 11.0                | 30-11               | 26-15               | 82                  |
| 3 | Phoenix Suns          | 39                  | 43                  | .476                | 28.0                | 22-19               | 17-24               | 82                  |
| 4 | Sacramento Kings      | 29                  | 53                  | .354                | 38.0                | 18-23               | 11-30               | 82                  |
| 5 | Los Angeles Lakers    | 21                  | 61                  | .256                | 46.0                | 12-29               | 9-32                | 82                  |

| # | Divisão Sudoeste     | Divisão Sudoeste | Divisão Sudoeste | Divisão Sudoeste | Divisão Sudoeste | Divisão Sudoeste | Divisão Sudoeste | Divisão Sudoeste |
| # | Time                 | V                | D                | PCT              | JA               | Casa             | Fora             | J                |
| - | -------------------- | ---------------- | ---------------- | ---------------- | ---------------- | ---------------- | ---------------- | ---------------- |
| 1 | Houston Rockets      | 56               | 26               | .683             | 0.0              | 30-11            | 26-15            | 82               |
| 2 | Memphis Grizzlies    | 55               | 27               | .671             | 1.0              | 31-10            | 24-17            | 82               |
| 3 | San Antonio Spurs    | 55               | 27               | .671             | 1.0              | 33-8             | 22-19            | 82               |
| 4 | Dallas Mavericks     | 50               | 32               | .610             | 6.0              | 27-14            | 23-18            | 82               |
| 5 | New Orleans Pelicans | 45               | 37               | .549             | 11.0             | 28-13            | 17-24            | 82               |

#### Por conferência
| #  | Conferência Leste   | Conferência Leste | Conferência Leste | Conferência Leste | Conferência Leste | Conferência Leste | Conferência Leste | Conferência Leste |
| #  | Time                | V                 | D                 | PCT               | JA                | Casa              | Fora              | J                 |
| -- | ------------------- | ----------------- | ----------------- | ----------------- | ----------------- | ----------------- | ----------------- | ----------------- |
| 1  | Atlanta Hawks       | 60                | 22                | .732              | 0.0               | 35-6              | 25-16             | 82                |
| 2  | Cleveland Cavaliers | 53                | 29                | .646              | 7.0               | 31-10             | 22-19             | 82                |
| 3  | Chicago Bulls       | 50                | 32                | .610              | 10.0              | 27-14             | 23-18             | 82                |
| 4  | Toronto Raptors     | 49                | 33                | .598              | 11.0              | 27-14             | 22-19             | 82                |
| 5  | Washington Wizards  | 46                | 36                | .561              | 14.0              | 29-12             | 17-24             | 82                |
| 6  | Milwaukee Bucks     | 41                | 41                | .500              | 19.0              | 23-18             | 18-23             | 82                |
| 7  | Boston Celtics      | 40                | 42                | .488              | 20.0              | 21-20             | 19-22             | 82                |
| 8  | Brooklyn Nets       | 38                | 44                | .463              | 22.0              | 19-22             | 19-22             | 82                |
|    |                     |                   |                   |                   |                   |                   |                   |                   |
| 9  | Indiana Pacers      | 38                | 44                | .463              | 22.0              | 23-18             | 15-26             | 82                |
| 10 | Miami Heat          | 37                | 45                | .451              | 23.0              | 20-21             | 17-24             | 82                |
| 11 | Charlotte Hornets   | 33                | 49                | .402              | 27.0              | 19-22             | 14-27             | 82                |
| 12 | Detroit Pistons     | 32                | 50                | .390              | 28.0              | 18-23             | 14-27             | 82                |
| 13 | Orlando Magic       | 25                | 57                | .305              | 35.0              | 13-28             | 12-29             | 82                |
| 14 | Philadelphia 76ers  | 18                | 64                | .220              | 42.0              | 12-29             | 7-34              | 82                |
| 15 | New York Knicks     | 17                | 65                | .207              | 43.0              | 10-31             | 7-34              | 82                |

| #  | Conferência Oeste      | Conferência Oeste | Conferência Oeste | Conferência Oeste | Conferência Oeste | Conferência Oeste | Conferência Oeste | Conferência Oeste |
| #  | Time                   | V                 | D                 | PCT               | JA                | Casa              | Fora              | J                 |
| -- | ---------------------- | ----------------- | ----------------- | ----------------- | ----------------- | ----------------- | ----------------- | ----------------- |
| 1  | Golden State Warriors  | 67                | 15                | .817              | 0.0               | 39-2              | 28-13             | 82                |
| 2  | Houston Rockets        | 56                | 26                | .683              | 11.0              | 30-11             | 26-15             | 82                |
| 3  | Los Angeles Clippers   | 56                | 26                | .683              | 11.0              | 30-11             | 26-15             | 82                |
| 4  | Portland Trail Blazers | 51                | 31                | .622              | 16.0              | 32-9              | 19-22             | 82                |
| 5  | Memphis Grizzlies      | 55                | 27                | .671              | 12.0              | 31-10             | 24-17             | 82                |
| 6  | San Antonio Spurs      | 55                | 27                | .671              | 12.0              | 33-8              | 22-19             | 82                |
| 7  | Dallas Mavericks       | 50                | 32                | .610              | 17.0              | 27-14             | 23-18             | 82                |
| 8  | New Orleans Pelicans   | 45                | 37                | .549              | 22.0              | 28-13             | 17-24             | 82                |
|    |                        |                   |                   |                   |                   |                   |                   |                   |
| 9  | Oklahoma City Thunder  | 45                | 37                | .549              | 22.0              | 29-12             | 16-25             | 82                |
| 10 | Phoenix Suns           | 39                | 43                | .476              | 28.0              | 22-19             | 17-24             | 82                |
| 11 | Utah Jazz              | 38                | 44                | .463              | 29.0              | 21-20             | 17-24             | 82                |
| 12 | Denver Nuggets         | 30                | 52                | .366              | 37.0              | 19-22             | 11-30             | 82                |
| 13 | Sacramento Kings       | 29                | 53                | .354              | 38.0              | 18-23             | 11-30             | 82                |
| 14 | Los Angeles Lakers     | 21                | 61                | .256              | 46.0              | 12-29             | 9-32              | 82                |
| 15 | Minnesota Timberwolves | 16                | 66                | .195              | 51.0              | 9-32              | 7-34              | 82                |

## Estatísticas

### Líderes individuais
| Categoria                   | Jogador           | Time                  | Números |
| --------------------------- | ----------------- | --------------------- | ------- |
| Pontos por jogo             | Russell Westbrook | Oklahoma City Thunder | 28.1    |
| Rebotes por jogo            | DeAndre Jordan    | Los Angeles Clippers  | 15.0    |
| Assistências por jogo       | Chris Paul        | Los Angeles Clippers  | 10.2    |
| Roubos por jogo             | Kawhi Leonard     | San Antonio Spurs     | 2.31    |
| Tocos por jogo              | Anthony Davis     | New Orleans Pelicans  | 2.94    |
| Turnovers por jogo          | Russell Westbrook | Oklahoma City Thunder | 4.4     |
| Faltas por jogo             | DeMarcus Cousins  | Sacramento Kings      | 4.1     |
| Minutos por jogo            | Jimmy Butler      | Chicago Bulls         | 38.7    |
| Porcentagem de arremessos   | DeAndre Jordan    | Los Angeles Clippers  | 71.0%   |
| Porcentagem de tiros livres | Stephen Curry     | Golden State Warriors | 91.4%   |
| Porcentagem de tiros de 3   | Kyle Korver       | Atlanta Hawks         | 49.2%   |
| Eficiência                  | Anthony Davis     | New Orleans Pelicans  | 30.89   |
| Duplo-duplos                | Pau Gasol         | Chicago Bulls         | 54      |
| Triplo-duplos               | Russell Westbrook | Oklahoma City Thunder | 11      |

## Prêmios
- Jogador Mais Valioso:  Stephen Curry, Golden State Warriors[1]
- Jogador Mais Valioso Das Finais': Andre Iguodala, Golden State Warriors
- Jogador Defensivo do Ano: Kawhi Leonard, San Antonio Spurs[2]
- Novato do Ano: Andrew Wiggins, Minnesota Timberwolves[3]
- Sexto Homem do Ano: Lou Williams, Toronto Raptors[4]
- Jogador Mais Aprimorado: Jimmy Butler, Chicago Bulls[5]
- Técnico do Ano: Mike Budenholzer, Atlanta Hawks[6]
- Executivo do Ano: Bob Myers, Golden State Warriors[7]
- Prêmio Esportividade: Kyle Korver, Atlanta Hawks[8]
- J. Walter Kennedy Citizenship Award: Joakim Noah, Chicago Bulls[9]
- Twyman–Stokes Teammate of the Year Award: Tim Duncan, San Antonio Spurs

| - All-NBA First Team: - F Anthony Davis, New Orleans Pelicans - F LeBron James, Cleveland Cavaliers - C Marc Gasol, Memphis Grizzlies - G James Harden, Houston Rockets - G Stephen Curry, Golden State Warriors | - All-NBA Second Team: - F LaMarcus Aldridge, Portland Trail Blazers - F Pau Gasol, Chicago Bulls - C DeMarcus Cousins, Sacramento Kings - G Russell Westbrook, Oklahoma City Thunder - G Chris Paul, Los Angeles Clippers | - All-NBA Third Team: - F Blake Griffin, Los Angeles Clippers - F Tim Duncan, San Antonio Spurs - C DeAndre Jordan, Los Angeles Clippers - G Klay Thompson, Golden State Warriors - G Kyrie Irving, Cleveland Cavaliers |

| - NBA All-Defensive First Team: - F Kawhi Leonard, San Antonio Spurs - F Draymond Green, Golden State Warriors - C DeAndre Jordan, Los Angeles Clippers - G Tony Allen, Memphis Grizzlies - G Chris Paul, Los Angeles Clippers | - NBA All-Defensive Second Team: - F Anthony Davis, New Orleans Pelicans - F Tim Duncan, San Antonio Spurs - C Andrew Bogut, Golden State Warriors - G Jimmy Butler, Chicago Bulls - G John Wall, Washington Wizards |

| - NBA All-Rookie First Team: - Andrew Wiggins, Minnesota Timberwolves - Nikola Mirotić, Chicago Bulls - Nerlens Noel, Philadelphia 76ers - Elfrid Payton, Orlando Magic - Jordan Clarkson, Los Angeles Lakers | - NBA All-Rookie Second Team: - Marcus Smart, Boston Celtics - Zach LaVine, Minnesota Timberwolves - Bojan Bogdanović, Brooklyn Nets - Jusuf Nurkić, Denver Nuggets - Langston Galloway, New York Knicks |

### Melhor da Semana
| Semana                          | Conferência Leste                        | Conferência Oeste                                | Ref.   |
| ------------------------------- | ---------------------------------------- | ------------------------------------------------ | ------ |
| 28 de Outubro – 2 de Novembro   | Chris Bosh (Miami Heat) (1/1)            | Klay Thompson (Golden State Warriors) (1/1)      | [ 13 ] |
| 3 de Novembro – 9 de Novembro   | Deron Williams (Brooklyn Nets) (1/1)     | Stephen Cury (Golden State Warriors) (1/1)       | [ 14 ] |
| 10 de Novembro – 16 de Novembro | LeBron James (Cleveland Cavaliers) (1/2) | Damian Lillard (Portland Trail Blazers) (1/1)    | [ 15 ] |
| 17 de Novembro – 23 de Novembro | Louis Williams (Toronto Raptors) (1/1)   | DeMarcus Cousins (Sacramento Kings) (1/1)        | [ 16 ] |
| 24 de Novembro – 30 de Novembro | LeBron James (Cleveland Cavaliers) (2/2) | Blake Griffin (Los Angeles Clippers) (1/1)       | [ 17 ] |
| 1 de Dezembro – 7 de Dezembro   | Kyle Lowry (Toronto Raptors) (1/1)       | LaMarcus Aldridge (Portland Trail Blazers) (1/1) | [ 18 ] |
| 8 de Dezembro – 14 de Dezembro  | John Wall (Washington Wizards) (1/1)     | James Harden (Houston Rockets) (1/1)             | [ 19 ] |

## Pós-temporada
Os playoffs NBA 2015 começaram no dia 18 de abril de 2015, enquanto que as Finais, começaram no início de junho de 2015.

### Playoffs
|  | Primeira rodada   | Primeira rodada | Primeira rodada |               |    | Semifinais de Conferência | Semifinais de Conferência | Semifinais de Conferência |  |  | Finais de Conferência | Finais de Conferência | Finais de Conferência |  |  | Finais da NBA | Finais da NBA | Finais da NBA |  |
|  |                   |                 |                 |               |    |                           |                           |                           |  |  |                       |                       |                       |  |  |               |               |               |  |
|  | 1                 | Atlanta*        | 4               |               |    |                           |                           |                           |  |  |                       |                       |                       |  |  |               |               |               |  |
|  | 1                 | Atlanta*        | 4               |               |    |                           |                           |                           |  |  |                       |                       |                       |  |  |               |               |               |  |
|  | 8                 | Brooklyn        | 2               |               |    |                           |                           |                           |  |  |                       |                       |                       |  |  |               |               |               |  |
|  | 8                 | Brooklyn        | 2               |               | 1  | Atlanta*                  | 4                         |                           |  |  |                       |                       |                       |  |  |               |               |               |  |
|  |                   |                 |                 |               | 1  | Atlanta*                  | 4                         |                           |  |  |                       |                       |                       |  |  |               |               |               |  |
|  |                   |                 | 5               | Washington    | 2  |                           |                           |                           |  |  |                       |                       |                       |  |  |               |               |               |  |
|  | 4                 | Toronto*        | 5               | Washington    | 2  | 0                         |                           |                           |  |  |                       |                       |                       |  |  |               |               |               |  |
|  | 4                 | Toronto*        |                 |               |    |                           |                           |                           |  |  |                       |                       |                       |  |  |               |               |               |  |
|  | 5                 | Washington      | 4               |               |    |                           |                           |                           |  |  |                       |                       |                       |  |  |               |               |               |  |
|  | 5                 | Washington      | 4               |               | 1  | Atlanta*                  | 0                         |                           |  |  |                       |                       |                       |  |  |               |               |               |  |
|  | Conferência Leste |                 |                 |               | 1  | Atlanta*                  | 0                         |                           |  |  |                       |                       |                       |  |  |               |               |               |  |
|  |                   |                 | 2               | Cleveland*    | 4  |                           |                           |                           |  |  |                       |                       |                       |  |  |               |               |               |  |
|  | 2                 | Cleveland*      | 2               | Cleveland*    | 4  | 4                         |                           |                           |  |  |                       |                       |                       |  |  |               |               |               |  |
|  | 2                 | Cleveland*      |                 |               |    |                           |                           |                           |  |  |                       |                       |                       |  |  |               |               |               |  |
|  | 7                 | Boston          | 0               |               |    |                           |                           |                           |  |  |                       |                       |                       |  |  |               |               |               |  |
|  | 7                 | Boston          | 0               |               | 2  | Cleveland*                | 4                         |                           |  |  |                       |                       |                       |  |  |               |               |               |  |
|  |                   |                 |                 |               | 2  | Cleveland*                | 4                         |                           |  |  |                       |                       |                       |  |  |               |               |               |  |
|  |                   |                 | 3               | Chicago       | 2  |                           |                           |                           |  |  |                       |                       |                       |  |  |               |               |               |  |
|  | 3                 | Chicago         | 3               | Chicago       | 2  | 4                         |                           |                           |  |  |                       |                       |                       |  |  |               |               |               |  |
|  | 3                 | Chicago         |                 |               |    |                           |                           |                           |  |  |                       |                       |                       |  |  |               |               |               |  |
|  | 6                 | Milwaukee       | 2               |               |    |                           |                           |                           |  |  |                       |                       |                       |  |  |               |               |               |  |
|  | 6                 | Milwaukee       | 2               |               | O1 | Golden State*             | 4                         |                           |  |  |                       |                       |                       |  |  |               |               |               |  |
|  |                   |                 |                 |               |    |                           |                           |                           |  |  |                       |                       |                       |  |  |               |               |               |  |
|  |                   |                 | L2              | Cleveland*    | 2  |                           |                           |                           |  |  |                       |                       |                       |  |  |               |               |               |  |
|  | 1                 | Golden State*   | L2              | Cleveland*    | 2  | 4                         |                           |                           |  |  |                       |                       |                       |  |  |               |               |               |  |
|  | 1                 | Golden State*   |                 |               |    |                           |                           |                           |  |  |                       |                       |                       |  |  |               |               |               |  |
|  | 8                 | Pelicans        | 0               |               |    |                           |                           |                           |  |  |                       |                       |                       |  |  |               |               |               |  |
|  | 8                 | Pelicans        | 0               |               | 1  | Golden State*             | 4                         |                           |  |  |                       |                       |                       |  |  |               |               |               |  |
|  |                   |                 |                 |               | 1  | Golden State*             | 4                         |                           |  |  |                       |                       |                       |  |  |               |               |               |  |
|  |                   |                 | 5               | Memphis       | 2  |                           |                           |                           |  |  |                       |                       |                       |  |  |               |               |               |  |
|  | 4                 | Portland*       | 5               | Memphis       | 2  | 1                         |                           |                           |  |  |                       |                       |                       |  |  |               |               |               |  |
|  | 4                 | Portland*       |                 |               |    |                           |                           |                           |  |  |                       |                       |                       |  |  |               |               |               |  |
|  | 5                 | Memphis         | 4               |               |    |                           |                           |                           |  |  |                       |                       |                       |  |  |               |               |               |  |
|  | 5                 | Memphis         | 4               |               | 1  | Golden State*             | 4                         |                           |  |  |                       |                       |                       |  |  |               |               |               |  |
|  | Conferência Oeste |                 |                 |               | 1  | Golden State*             | 4                         |                           |  |  |                       |                       |                       |  |  |               |               |               |  |
|  |                   |                 | 2               | Houston*      | 1  |                           |                           |                           |  |  |                       |                       |                       |  |  |               |               |               |  |
|  | 2                 | Houston*        | 2               | Houston*      | 1  | 4                         |                           |                           |  |  |                       |                       |                       |  |  |               |               |               |  |
|  | 2                 | Houston*        |                 |               |    |                           |                           |                           |  |  |                       |                       |                       |  |  |               |               |               |  |
|  | 7                 | Dallas          | 1               |               |    |                           |                           |                           |  |  |                       |                       |                       |  |  |               |               |               |  |
|  | 7                 | Dallas          | 1               |               | 2  | Houston*                  | 4                         |                           |  |  |                       |                       |                       |  |  |               |               |               |  |
|  |                   |                 |                 |               | 2  | Houston*                  | 4                         |                           |  |  |                       |                       |                       |  |  |               |               |               |  |
|  |                   |                 | 3               | L.A. Clippers | 3  |                           |                           |                           |  |  |                       |                       |                       |  |  |               |               |               |  |
|  | 3                 | L.A. Clippers   | 3               | L.A. Clippers | 3  | 4                         |                           |                           |  |  |                       |                       |                       |  |  |               |               |               |  |
|  | 3                 | L.A. Clippers   |                 |               |    |                           |                           |                           |  |  |                       |                       |                       |  |  |               |               |               |  |
|  | 6                 | San Antonio     | 3               |               |    |                           |                           |                           |  |  |                       |                       |                       |  |  |               |               |               |  |

### Primeira Rodada

#### Conferência Leste
| # | Time           | 1  | 2  | 3  | 4   | 5   | 6   | 7 |   |
| - | -------------- | -- | -- | -- | --- | --- | --- | - | - |
| 1 | Atlanta Hawks* | 99 | 96 | 83 | 115 | 107 | 111 |   | 4 |
| 8 | Brooklyn Nets  | 92 | 91 | 91 | 120 | 97  | 87  |   | 2 |

| # | Time               | 1  | 2   | 3   | 4   | 5 | 6 | 7 |   |
| - | ------------------ | -- | --- | --- | --- | - | - | - | - |
| 4 | Toronto Raptors*   | 86 | 106 | 99  | 94  |   |   |   | 0 |
| 5 | Washington Wizards | 93 | 117 | 106 | 125 |   |   |   | 4 |

| # | Time                 | 1   | 2  | 3   | 4   | 5 | 6 | 7 |   |
| - | -------------------- | --- | -- | --- | --- | - | - | - | - |
| 2 | Cleveland Cavaliers* | 113 | 99 | 103 | 101 |   |   |   | 4 |
| 7 | Boston Celtics       | 100 | 91 | 95  | 93  |   |   |   | 0 |

| # | Time            | 1   | 2  | 3   | 4  | 5  | 6   | 7 |   |
| - | --------------- | --- | -- | --- | -- | -- | --- | - | - |
| 3 | Chicago Bulls   | 103 | 91 | 113 | 90 | 88 | 120 |   | 4 |
| 6 | Milwaukee Bucks | 91  | 82 | 106 | 92 | 94 | 66  |   | 2 |

#### Conferência Oeste
| # | Time                   | 1   | 2  | 3   | 4   | 5 | 6 | 7 |   |
| - | ---------------------- | --- | -- | --- | --- | - | - | - | - |
| 1 | Golden State Warriors* | 106 | 97 | 123 | 109 |   |   |   | 4 |
| 8 | New Orleans Pelicans   | 99  | 87 | 119 | 98  |   |   |   | 0 |

| # | Time                    | 1   | 2  | 3   | 4  | 5  | 6 | 7 |   |
| - | ----------------------- | --- | -- | --- | -- | -- | - | - | - |
| 4 | Portland Trail Blazers* | 86  | 82 | 109 | 99 | 93 |   |   | 1 |
| 5 | Memphis Grizzlies       | 100 | 97 | 115 | 92 | 99 |   |   | 4 |

| # | Time             | 1   | 2   | 3   | 4   | 5   | 6 | 7 |   |
| - | ---------------- | --- | --- | --- | --- | --- | - | - | - |
| 2 | Houston Rockets* | 118 | 111 | 130 | 109 | 103 |   |   | 4 |
| 7 | Dallas Mavericks | 108 | 99  | 128 | 121 | 94  |   |   | 1 |

| # | Time                 | 1   | 2   | 3   | 4   | 5   | 6   | 7   |   |
| - | -------------------- | --- | --- | --- | --- | --- | --- | --- | - |
| 3 | Los Angeles Clippers | 107 | 107 | 73  | 114 | 107 | 102 | 111 | 4 |
| 6 | San Antonio Spurs    | 92  | 111 | 100 | 105 | 111 | 96  | 109 | 3 |

### Semifinais de Conferência

#### Conferência Leste
| # | Time               | 1   | 2   | 3   | 4   | 5  | 6  | 7 |   |
| - | ------------------ | --- | --- | --- | --- | -- | -- | - | - |
| 1 | Atlanta Hawks*     | 98  | 106 | 101 | 106 | 82 | 94 |   | 4 |
| 5 | Washington Wizards | 104 | 90  | 103 | 101 | 81 | 91 |   | 2 |

| # | Time                 | 1  | 2   | 3  | 4  | 5   | 6  | 7 |   |
| - | -------------------- | -- | --- | -- | -- | --- | -- | - | - |
| 2 | Cleveland Cavaliers* | 92 | 106 | 96 | 86 | 106 | 94 |   | 4 |
| 3 | Chicago Bulls        | 99 | 91  | 99 | 84 | 101 | 73 |   | 2 |

#### Conferência Oeste
| # | Time                   | 1   | 2  | 3  | 4   | 5  | 6   | 7 |   |
| - | ---------------------- | --- | -- | -- | --- | -- | --- | - | - |
| 1 | Golden State Warriors* | 101 | 90 | 89 | 101 | 98 | 108 |   | 4 |
| 5 | Memphis Grizzlies      | 86  | 97 | 99 | 84  | 78 | 95  |   | 2 |

| # | Time                 | 1   | 2   | 3   | 4   | 5   | 6   | 7   |   |
| - | -------------------- | --- | --- | --- | --- | --- | --- | --- | - |
| 2 | Houston Rockets*     | 101 | 115 | 99  | 95  | 124 | 119 | 113 | 4 |
| 3 | Los Angeles Clippers | 117 | 109 | 124 | 128 | 93  | 107 | 100 | 3 |

### Finais de Conferência
| # | Time                | 1  | 2  | 3   | 4   | 5 | 6 | 7 |   |
| - | ------------------- | -- | -- | --- | --- | - | - | - | - |
| 1 | Atlanta Hawks*      | 89 | 82 | 111 | 88  |   |   |   | 0 |
| 2 | Cleveland Cavaliers | 97 | 94 | 114 | 118 |   |   |   | 4 |

| # | Time                   | 1   | 2  | 3   | 4   | 5   | 6 | 7 |   |
| - | ---------------------- | --- | -- | --- | --- | --- | - | - | - |
| 1 | Golden State Warriors* | 110 | 99 | 115 | 115 | 104 |   |   | 4 |
| 2 | Houston Rockets        | 106 | 98 | 80  | 128 | 90  |   |   | 1 |

| # | Time                   | 1   | 2  | 3   | 4   | 5   | 6 | 7 |   |
| - | ---------------------- | --- | -- | --- | --- | --- | - | - | - |
| 1 | Golden State Warriors* | 110 | 99 | 115 | 115 | 104 |   |   | 4 |
| 2 | Houston Rockets        | 106 | 98 | 80  | 128 | 90  |   |   | 1 |

### Finais da NBA
| #  | Time                   | 1   | 2  | 3  | 4   | 5   | 6   | 7 |   |
| -- | ---------------------- | --- | -- | -- | --- | --- | --- | - | - |
| O1 | Golden State Warriors* | 108 | 93 | 91 | 103 | 104 | 105 |   | 4 |
| L2 | Cleveland Cavaliers    | 100 | 95 | 96 | 82  | 91  | 95  |   | 2 |

Legendas:
*: Vencedor da Divisão

Negrito: Vencedor da série

Itálico: Time com vantagem de mando de quadra